# Maranta foliosa
Maranta foliosa là một loài thực vật có hoa trong họ Marantaceae. Loài này được Körn. mô tả khoa học đầu tiên năm 1862.